# Aurore Mongel

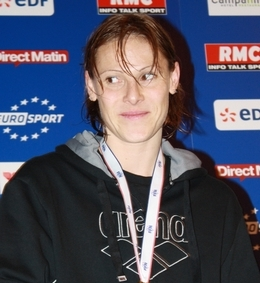
Aurore Mongel (2011)

Aurore Mongel (* 19. April 1982 in Épinal) ist eine ehemalige französische Schwimmerin. Sie erhielt bei Weltmeisterschaften eine Bronzemedaille und bei Europameisterschaften je drei Gold- und Bronzemedaillen.

## Karriere
Die 1,77 Meter große Aurore Mongel schwamm für den Verein Mulhouse Olympic Natation.

### Bis zur Weltmeisterschaftsmedaille 2007
Bei der Universiade 2001 in Peking wurde Mongel Fünfte über 50 Meter Schmetterling und Siebte über 100 Meter Schmetterling. Zwei Jahre später bei der Universiade 2003 in Daegu gewann sie mit der 4-mal-100-Meter-Freistilstaffel die Goldmedaille. Die französische 4-mal-200-Meter-Freistilstaffel wurde Vierte. Ebenfalls Vierte wurde Mongel über 100 Meter Schmetterling und über 200 Meter Schmetterling.
Im Mai 2004 fanden in Madrid die Europameisterschaften statt. Solenne Figuès, Céline Couderc, Aurore Mongel und Malia Metella siegten in der 4-mal-100-Meter-Freistilstaffel vor den Niederländerinnen und den Schwedinnen. In der 4-mal-100-Meter-Lagenstaffel gewannen die Französinnen in der Aufstellung Laure Manaudou, Laurie Thomassin, Aurore Mongel und Malia Metella. In den Einzelwettbewerben wurde Mongel Siebte über 100 Meter Schmetterling und Sechste über 200 Meter Schmetterling. Drei Monate nach den Europameisterschaften wurden in Athen die Olympischen Spiele 2004 ausgetragen. Die 4-mal-100-Meter-Freistilstaffel mit Couderc, Figués, Metella und Mongel belegte den fünften Platz und war dabei die drittbeste europäische Staffel. Über 100 Meter Schmetterling schied Mongel als 25. der Vorläufe aus. Auf der langen Schmetterlingsstrecke erreichte Mongel das Halbfinale und belegte in der Gesamtwertung den elften Platz. Zum Abschluss der Wettbewerbe schwamm die französische Lagenstaffel mit Alexandra Putra, Laurie Thomassin, Aurore Mongel und Malia Metella die 14. Vorlaufzeit.
Bei den Mittelmeerspielen 2005 in Almeria kam Mongel auf den siebten Platz über 50 Meter Schmetterling, über 100 und 200 Meter Schmetterling wurde sie jeweils Fünfte. Mit der französischen Lagenstaffel erschwamm Mongel die Goldmedaille. Einen Monat nach den Mittelmeerspielen fanden die Weltmeisterschaften in Montreal statt. Die 4-mal-100-Meter-Freistilstaffel mit Metella, Mongel, Couderc und Figués wurde Fünfte. Über 200 Meter Schmetterling wurde Mongel 18. der Vorläufe. Schließlich wurde Mongel bei den Kurzbahneuropameisterschaften 2005 Dritte über 200 Meter Schmetterling.
Im Jahr darauf bei den Europameisterschaften 2006 in Budapest gewann Mongel die Bronzemedaille mit der 4-mal-100-Meter-Freistilstaffel in der Besetzung Alena Popchanka, Aurore Mongel, Céline Couderc und Malia Metella hinter den Staffeln aus Deutschland und den Niederlanden. Die 4-mal-200-Meter-Freistilstaffel wurde Dritte hinter den Deutschen und den Polinnen mit Laure Manaudou, Mongel, Sophie Huber und Popchanka. Auf den Einzelstrecken erreichte Mongel nur über 200 Meter Schmetterling das Finale und wurde Siebte.
2007 bei den Weltmeisterschaften in Melbourne startete Mongel in sechs Disziplinen und erreichte dreimal das Finale. Die 4-mal-100-Meter-Freistilstaffel mit Couderc, Mongel, Metella und Popchanka erreichte den sechsten Platz. Über 200 Meter Schmetterling wurde Mongel Achte. Die 4-mal-200-Meter-Freistilstaffel gewann das Quartett aus den Vereinigten Staaten vor der deutschen Staffel. Zwei Sekunden hinter den Deutschen erreichten Manaudou, Mongel, Huber und Popchanka den dritten Platz mit einer halben Sekunde Vorsprung auf die Australierinnen. Couderc, die im Vorlauf für Manaudou geschwommen war, erhielt ebenfalls eine Bronzemedaille. Bei den Kurzbahneuropameisterschaften 2007 wurde Mongel für ihren Vorlaufeinsatz in der 4-mal-50-Meter-Lagenstaffel mit einer Bronzemedaille geehrt.

### Europameisterin 2008 und die späten Jahre
Im März 2008 fanden die Europameisterschaften in Eindhoven statt. Mongel wurde Fünfte über 100 Meter Freistil. Über 100 Meter Schmetterling siegte die Schwedin Sarah Sjöström vor der Niederländerin Inge Dekker. 0,1 Sekunden hinter Sjöström schlug Mongel als Dritte an. Über 200 Meter Schmetterling setzten sich Mongel und die Ungarin Emese Kovács vom Rest des Feldes ab. Mongel siegte in 2:06,59 Minuten mit 0,12 Sekunden Vorsprung vor Kovács. Fünf Monate später bei den Olympischen Spielen in Peking verpasste Mongel als Neunte des Halbfinales über 100 Meter Schmetterling den Finaleinzug um 0,07 Sekunden. Über 200 Meter Freistil war Mongel im Halbfinale die Zehntschnellste mit 0,08 Sekunden Rückstand auf ihre Landsfrau Ophélie-Cyrielle Étienne, die den Endlauf als Achte des Halbfinales erreichte. Lediglich über 200 Meter Schmetterling schwamm Mongel im Finale und belegte den sechsten Platz. Die französische 4-mal-200-Meter-Freistilstaffel erreichte das Finale in der Besetzung Alena Popchanka, Céline Couderc, Camille Muffat und Coralie Balmy mit der schnellsten Vorlaufzeit. Im Endlauf schwammen Balmy, Étienne, Mongel und Muffat 0,29 Sekunden langsamer als die Vorlaufstaffel und belegten den fünften Platz. Die vier vor den Französinnen platzierten Staffeln waren alle schneller als die französische Vorlaufstaffel. Die französische 4-mal-100-Meter-Lagenstaffel schied als elftschnellste Staffel der Vorläufe aus. Ende 2008 wurde Mongel bei den Kurzbahneuropameisterschaften 2008 über 200 Meter Schmetterling Zweite hinter der Schwedin Petra Granlund.
2009 wurde Mongel bei den Mittelmeerspielen in Pescara Zweite mit der 4-mal-200-Meter-Freistilstaffel. Bei den Weltmeisterschaften in Rom trat Mongel in zwei Staffeln an, die nicht den Endlauf erreichten. Über 100 Meter Schmetterling gelang Mongel als Achtschnellster der Vorläufe gerade noch der Finaleinzug. Im Endlauf siegte Sarah Sjöström vor der Australierin Jessicah Schipper. Dahinter schlugen fünf Schwimmerinnen binnen einer Zehntelsekunde an, Mongel wurde Vierte mit 0,03 Sekunden Rückstand auf die Drittplatzierte Chinesin Jiao Liuyang. Über 200 Meter Schmetterling waren die Abstände deutlicher, Mongel belegte den sechsten Rang. Bei den Kurzbahneuropameisterschaften 2009 siegte Mongel über 200 Meter Schmetterling vor Petra Granlund und wurde Vierte über 100 Meter Schmetterling.
Im Jahr darauf bei den Europameisterschaften 2010 in Budapest erreichte Mongel in vier Wettbewerben den Endlauf. Sie wurde Sechste über 100 Meter Schmetterling und Fünfte über 200 Meter Schmetterling. Die 4-mal-100-Meter-Freistilstaffel mit Muffat, Mongel, Étienne und Balmy wurde Siebte. Die 4-mal-100-Meter-Lagenstaffel mit Alexandra Putra, Sophie de Ronchi, Mongel und Muffat wurde Sechste. Bei den Weltmeisterschaften 2011 trat Mongel noch einmal mit der Lagenstaffel an, schied aber im Vorlauf aus.